# Октябрський (Іглінський район)
Октя́брський (рос. Октябрьский, башк. Октябрьский) — присілок у складі Іглінського району Башкортостану, Росія. Входить до складу Надеждинської сільської ради.
Колишня назва — Октябрська.
Населення — 100 осіб (2010; 88 в 2002).
Національний склад:
- білоруси — 97 %